# Чабоксар (бахш)
Чабоксар (перс. چابکسر) — бахш в Ірані, в шагрестані Рудсар остану Ґілян. За даними перепису 2006 року, його населення становило 25146 осіб, які проживали у складі 7331 сімей.

## Дегестани
До складу бахша входять такі дегестани:
- Сіяхкалруд
- Ушіян